# SuperSurfe
O SuperSurf é o atual campeonato brasileiro de surf. É organizado e feito pela ABRASP. O circuito possui 3 etapas: uma no Sul, 3 no Sudeste e 1 no Noerdeste. O atual campeão masculino é o paulista Gustavo Fernandes e feminino é a cearense Tita Tavares.